# حياة غانية (فلم)
حياة غانية هو فيلم دراما مصري من إخراج حسام الدين مصطفى وبطولة برلنتي عبد الحميد،  كمال الشناوي، محمود المليجي، سميحة توفيق، محمد توفيق وصلاح نظمي، صدر الفيلم في 9 سبتمبر 1957.

## نبذة
تهرب حورية من المنزل بعد أن ماتت أمها وتزوج أبوها من أخرى تعاملها بقسوة، ينقذها الشاب صلاح من محاولتها الانتحار ويأخذها إلى مسكنه ويعتدي عليها هناك.ويتضح أنه من تجار الرقيق الأبيض وأنه يبيع الفتيات للصالات، ويدفع بحورية إلى الملهى ليجعل منها راقصة، وعندما تحاول حورية الهرب، يدبر صلاح لها تهمة تلقي بها في السجن، وهناك تتفتح عيناها على الحياة الحقيقية.

## طاقم العمل
- برلنتي عبد الحميد بدور حورية
- كمال الشناوي بدور حازم الصحفي
- محمود المليجي بدور صالح
- سميحة توفيق بدور سهام الراقصة
- محمد توفيق بدور علي بائع الفستق
- صلاح نظمي بدور أمين الصحفي

## وصلات خارجية
- مقالات تستعمل روابط فنية بلا صلة مع ويكي بيانات